# The Very Best of The Beach Boys
The Very Best of The Beach Boys  es un álbum de compilación de grandes éxitos de The Beach Boys, fue editado por EMI en 2001. Recorre la vida discográfica de la banda, desde sus comienzos, hasta la década de 1980. 

## Características
Este álbum es uno de los primeros en recorrer la carrera de la banda con tan solo un disco. Según la crítica de Allmusic: si bien los éxitos de la década de 1960 fueron varios, el álbum se encarga de compilar las mejores composiciones. Aunque en el álbum figuren grandes éxitos muy comunes en otros álbumes compilatorios, como "California Girls", "Wouldn't It Be Nice", "Surfer Girl" y "Good Vibrations", el álbum también tiene a "Darlin'", "Caroline No" y "Heroes & Villains", no tan recurrentes en compilaciones.

## Lista de canciones
Todas las canciones escritas y compuestas por Brian Wilson y Mike Love, excepto donde se indica. 
| N.º | Título                                                             | Duración |  |
| 1.  | «Good Vibrations»                                                  | 3:37     |  |
| 2.  | «California Girls»                                                 | 2:43     |  |
| 3.  | «I Get Around»                                                     | 2:14     |  |
| 4.  | «Wouldn't It Be Nice» (Brian Wilson, Tony Asher y Mike Love)       | 2:25     |  |
| 5.  | «Surfin' Safari»                                                   | 2:07     |  |
| 6.  | «Fun Fun Fun»                                                      | 2:20     |  |
| 7.  | «Surfin' USA» (Brian Wilson, Chuck Berry)                          | 2:29     |  |
| 8.  | «Help Me Rhonda»                                                   | 2:27     |  |
| 9.  | «Don't Worry Baby» (Brian Wilson, Roger Christian)                 | 2:50     |  |
| 10. | «When I Grow Up (To Be a Man)»                                     | 3:38     |  |
| 11. | «Little Deuce Coupe» (Brian Wilson, Roger Christian)               | 1:38     |  |
| 12. | «Dance, Dance, Dance» (Brian Wilson, Carl Wilson, Mike Love)       | 2:00     |  |
| 13. | «Little Honda» (Ron Wilson)                                        | 1:52     |  |
| 14. | «Do You Wanna Dance?» (Bobby Freeman)                              | 2:21     |  |
| 15. | «Surfer Girl» (Brian Wilson)                                       | 1:56     |  |
| 16. | «Then I Kissed Her» (Phil Spector, Ellie Greenwich, Jeff Barry)    | 2:16     |  |
| 17. | «God Only Knows» (Brian Wilson, Tony Asher)                        | 2:50     |  |
| 18. | «Caroline, No» (Brian Wilson, Tony Asher)                          | 2:19     |  |
| 19. | «Sloop John B» (Tradicional, arreglada por Brian Wilson)           | 2:55     |  |
| 20. | «Barbara Ann» (Fred Fassert)                                       | 2:06     |  |
| 21. | «Heroes and Villains» (Brian Wilson, Van Dyke Parks)               | 3:38     |  |
| 22. | «Do It Again»                                                      | 2:19     |  |
| 23. | «Darlin'»                                                          | 2:13     |  |
| 24. | «Wild Honey»                                                       | 2:28     |  |
| 25. | «Break Away» (Brian Wilson, Murry Wilson)                          | 2:56     |  |
| 26. | «Rock and Roll Music» (Chuck Berry)                                | 2:28     |  |
| 27. | «I Can Hear Music» (Phil Spector, Ellie Greenwich, Jeff Barry)     | 2:37     |  |
| 28. | «Cotton Fields» (Huddie Ledbetter)                                 | 3:02     |  |
| 29. | «Lady Lynda» (Al Jardine, Ron Altbach)                             | 3:58     |  |
| 30. | «Kokomo» (Mike Love, Scott McKenzie, Terry Melcher, John Phillips) | 3:37     |  |

## Recepción
The Very Best of The Beach Boys debutó en las listas británicas el 21 de julio de 2001 en la posición 31, luego fue descendiendo de posición, duró 6 semanas en las listas. El álbum siguió vendiéndose, llegando al 2005 al disco de platino en el Reino Unido.